# Eulecanium lespedezae
Eulecanium lespedezae är en insektsart som beskrevs av Danzig 1967. Eulecanium lespedezae ingår i släktet Eulecanium och familjen skålsköldlöss. Inga underarter finns listade i Catalogue of Life.